# پدر دختر
پدر دختر (انگلیسی: The Father of the Girl) یک فیلم در ژانر کمدی به کارگردانی مارسل لربیه است که در سال ۱۹۵۳ منتشر شد. از بازیگران آن می‌توان به آرلتی و ژاک فرانسوا اشاره کرد.